# Знамение Луны (Коты-Воители)
«Знамение Луны» – четвёртая книга серии Знамение звёзд. Она была издана в апреле 2011 года, а в России вышла в ноябре 2013 года.
На российской обложке изображён Камнесказ, рядом с ним Воробей, а наверху Половинка Луны. На английских — Камнесказ.

## Аннотация
Тёмные силы Сумрачного леса становятся всё могущественнее. Воробей, Львиносвет и Голубка уверены, что если им не удастся разгадать смысл Пророчества, это грозит уничтожением Воинского закона и гибелью всех племён. Неожиданно Воробей узнаёт, что судьба лесных котов напрямую связана с Кланом Падающей Воды. Он решает отправиться в горы и поговорить с Камнесказом.
Силы звёзд Трёх может оказаться недостаточно для победы над силами зла и спасения кошачьих племён. Пророчество изменяется...

## Сюжет
Голубичка и её сестра Искролапка проходят испытание. Голубичка задумывается о сестре и не ловит мышь. Потом, работая в паре с Ледосветик, Голубичка с помощью своей силы слышит опасность и оказывается права, так как Ледосветик проваливается в туннель. Львиносвет обеспокоен, потому что туда же упала Остролистая. Вместе с Воробьём и другими патрульными Львиносвет решает, как достать Ледосветик. Голубичка вызывается помочь и вытаскивает Ледосветик. Вскоре Голубичку и Искролапку посвящают в воины и дают им имена Голубка и Искра.
После Воробей получает сон, в котором видит Утёса; он говорит, что надо идти в Клан Падающей Воды. Воробей просит разрешения у Огнезвёзда. Тот нехотя разрешает. Воробей берет с собой Голубку, Лисохвоста и Белку. Спустя несколько дней они приходят в клан. Камнесказ им не рад, но разрешает им остаться. Тем временем Львиносвет и Пеплогривка спорят насчёт сил Львиносвета. А Искра тренируется в Сумрачном Лесу и видит как Остролап убивает Муравьятника.
В охотничьем патруле Искра вместе с Пестроцветик охотятся и вдруг замечают туннель, в который провалилась недавно Ледосветик. Они решают туда спуститься, но вскоре они понимают, что заблудились. Они встречают кота Листопада, который показывает им дорогу наверх.
Воробей до сих пор не может сказать, зачем они в Клане Падающей Воды, но каждый раз во снах приходит к древним котам. Многие хотят вернуться обратно, а Половинка Луны рада, что Воробей снова с ними. Древние всё больше и больше хотят вернуться обратно. Воробей с Половинкой Луны находят пещеру, которая в будущем будет пещерой Камнесказа. Половинка Луны видит в отражении истинную красоту луны. Вскоре Утёс говорит Воробью, что Половинка Луны должна стать Камнесказительницей, а не иметь от Воробья котят. Воробей зол на Утёса, но понимает, что это её судьба.
В настоящем времени Камнесказ выходит из своей пещеры, тем самым нарушив правило, что Камнесказ не должен выходить. Также он не хочет назначать себе преемника, думая, что Клан Бесконечной Охоты бросил их. Снова в древние времена Воробей вспоминает, как охотятся коты Клана Падающей Воды, и предлагает сделать Древним то же самое. Древние соглашаются, и у них получается.
В настоящем времени на нарушителей границ с Кланом Падающей Воды обрушивается орёл, и коты велят Голубке и Лисохвосту сидеть за камнем, а сами вступают в драку. Но Лисохвост не слушается и вмешивается. Атака его спасает, но орёл уносит её.
Воробей решает завтра же вернуться домой. Но он связывается с Кланом Бесконечной Охоты, и Облако, Несущее в Брюхе Грозу говорит, что он должен избрать следующего Камнесказа, так как тот скоро умрёт. Во сне он даёт Половинке Луны имя Камнесказительница, и Половинка Луны говорит, что ей будет не хватать его. На следующее утро Воробей заходит в пещеру Камнесказа и присутствует при его смерти. Воробей назначает новым Камнесказом Кремня, Над Которым Вьётся Орёл. Когда они уходят, он слышит голос Половинки Луны: «Я буду вечно ждать тебя, Воробьиное Крылышко».

## Отзывы
Критика в адрес серии исходила от Бет Л. Мейстер и Китти Флинн, писавших для "Horn Book Guide", они отметили в нескольких обзорах книг этой серии, что новым читателям будет сложно проникнуть в историю из-за количества необходимой справочной информации и многочисленных персонажей. Однако они поставили всем шести книгам четыре балла по шестибалльной шкале. Майстер также отметил, что темы часто вращаются вокруг запрещенной любви.

## Персонажи
Главные:
- Воробей, Львиносвет, Голубка, Ежевика, Камнесказ, Половинка Луны.

Второстепенные:
- Огнезвёзд, Искра, Лисохвост, Белка.